# MS. Found in a Bottle

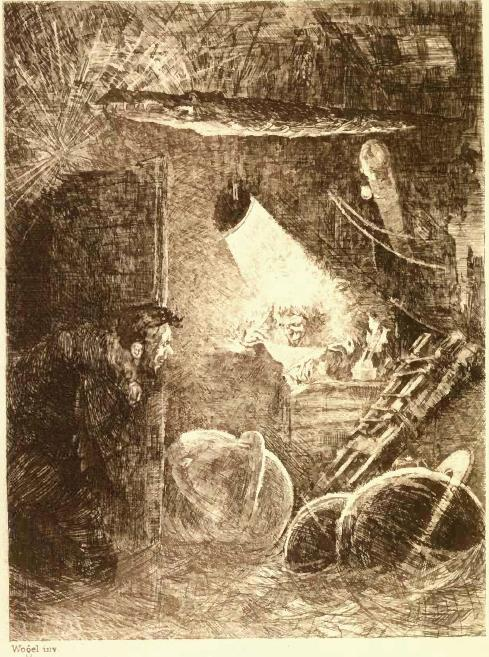
Frühe Illustration von Hermann Wögel zu MS. Found in a Bottle

MS. Found in a Bottle (deutsche Titel u. a.: Das Manuskript in der Flasche, Die Flaschenpost oder Manuskript in Flasche gefunden) ist Edgar Allan Poes zweite Kurzgeschichte und die erste, mit der er Geld verdienen konnte: 1833 gewann Poe mit ihr den ersten Preis eines Schreibwettbewerbs der Zeitung Baltimore Saturday Visiter. Zusammen mit The Narrative of Arthur Gordon Pym of Nantucket und A Descent into the Maelström ist sie Teil von Poes Seefahrergeschichten in der Tradition von Samuel Taylor Coleridges Der alte Seemann

## Inhalt
Der namenlose Ich-Erzähler hebt mit einer der für Poe typischen umfangreichen Vorreden an: „Von meiner Heimat und meiner Familie weiß ich wenig zu sagen. Schlimme Erfahrungen und die Länge der Jahre haben mich aus der einen vertrieben, der anderen entfremdet. Ererbter Reichtum verschaffte mir eine ungewöhnliche Bildung, und meine nachdenkliche Sinnesart setzte mich in den Stand, die Schätze des Wissens, die mir durch mein Studium von Jugend auf erworben hatte, in methodische Ordnung zu bringen.“ Doch begründete er den darauffolgenden seitenlangen Exkurs damit, dass die unglaubliche Geschichte, die er zu erzählen habe, „nicht so sehr als das Faseln einer rohen Einbildungskraft erscheint, sondern vielmehr als die positive Erfahrung eines Menschen, dem phantastische Träumereien immer nur ein wesensloses Geschwätz und Nichtigkeiten bedeutet haben.“ Er beschreibt den Aufbruch zu einer Seereise im Jahre 18.., die ihn auf einem Lastensegler von etwa 400 Tonnen von Batavia auf der Insel Java zum Sunda-Archipel führen soll. Unterwegs gerät das Schiff zuerst in eine Windstille, dann in einen furchtbaren Sturm; die erste Welle bricht mit der Plötzlichkeit eines Tsunamis über das Schiff herein und zerstört Masten und Takelage. Nur ein Schwede und der Erzähler überleben. Das Wrack wird ständig weiter nach Süden getrieben, bis es in die südliche Polarnacht gerät und in dieser mit einem riesigen Schiff von rund 4.000 Tonnen zusammenprallt, auf das der Erzähler hinübergeschleudert wird. Er versteckt sich vor der Mannschaft im Schiffsbauch, entdeckt dann aber, dass die uralten und gebrechlichen Seeleute ihn weder bemerken noch bemerken wollen. Er kann sich gefahrlos unter ihnen bewegen, kann sich auch Schreibzeug besorgen und so das Manuskript fortsetzen, das er als Flaschenpost absetzen will. Immer höhere Eisberge tauchen auf, das Schiff hat trotz des Sturms alle Segel gesetzt und ist so schnell, dass es sich manchmal übers Wasser in die Luft erhebt. So nähert es sich einem Abgrund, den der Erzähler mit einem Amphitheater vergleicht, und schießt in ihn hinab: „Enger und enger werden die Kreise – wir tauchen rasend in des Strudels Umarmung – und unter dem Heulen und Brüllen und Donnern von Sturm und Meer geht ein Schauder durch das Schiff – und, o Gott! – es sinkt.“

## Deutung
Poes Vorrede ist, gemessen an seiner Biographie, zugleich wahr und unwahr; denn in der Tat wurde er von der Familie, in der er aufwuchs, schlecht behandelt und hat sich ihr und seiner Heimatstadt Richmond entfremdet. Aber geerbt hat er nicht einen Cent. Sein familiärer Hintergrund vermag sich jedoch durch seinen zwei Jahre zuvor verstorbenen älteren Bruder, William Henry Leonard, geäußert haben, den er für dessen Seereisen bewunderte und der ebenfalls Gedichte und Geschichten verfasst hatte. Auch wenn viele weitere Geschichten Poes im weitesten Sinne „Seemannsgeschichten“ sind, schöpft er seine Beschreibung der See nur in Teilen aus authentischer Erfahrung: „Except for a few passages indicating some knowledge of seamanship, the sea in Poe´s work ist a poetic construct conjured largely from literary and imaginative sources.“
Zwei der beliebtesten literarischen Stoffe seiner Kindheit weisen ebenfalls Parallelen zur Handlung auf: Daniel Defoes Robinson Crusoe und Samuel Coleridges The Rime of the Ancient Mariner.

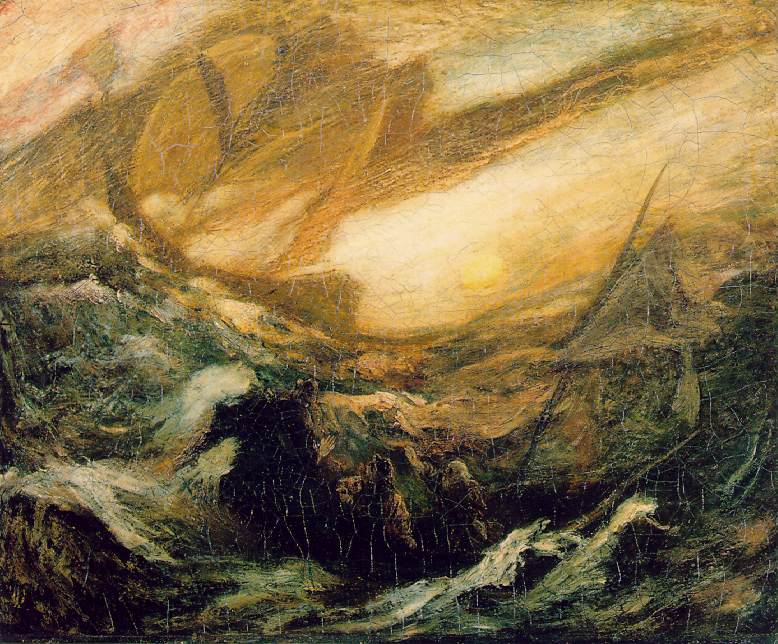
The Flying Dutchman von Albert Pinkham Ryder, Smithsonian American Art Museum, Washington, D.C.

Die Erzählung reflektiert zum einen die Sage vom Fliegenden Holländer, zum anderen die von John Cleves Symmes jun. aufgestellte Theorie der hohlen Erde: Die Erde sei hohl und habe an Nord- und Südpol Öffnungen, in die sich der Ozean strudelartig hineinergösse. Beide Motive werden von Poe zu einer Symphonie der Angst zusammenkomponiert. Auch in der kurzen Nachrede verweist Poe indirekt auf die Theorie der hohlen Erde: „Erst viele Jahre später wurde ich mit den Karten von Mercator bekannt, auf denen sich der Ozean in vier Mündungen in den nördlichen Polargolf stürzt und von den Eingeweiden der Erde verschluckt wird. Der Pol selbst ist durch einen schwarzen Felsen dargestellt, der sich zu ungeheurer Höhe auftürmt.“
In welcher Form Poe die Legende vom Fliegenden Holländer kennengelernt hat, ist unbekannt, möglicherweise durch eine Übersetzung von Wilhelm Hauffs Gespensterschiff. Wer sich auf die Suche nach Symbolen begibt, wird um die beiden Schiffe und deren bauchige Weiblichkeit, in der der Ich-Erzähler Geborgenheit sucht, nicht herumkommen: Beim Tod seiner Mutter wurde Poe im wörtlichsten Sinne von der leiblichen zur Ziehmutter hinübergeschleudert, nur um in der Welt der letzteren in die Katastrophe der endgültigen Verwaisung zu schliddern. Somit erklärt sich auch seine Begründung für sein Versteck: „Ich war nicht gewillt, mich Wesen anzuvertrauen, die, wie schon ein flüchtiger Eindruck zeigte, soviel Fremdartiges, Zweifelhaftes und Beängstigendes an sich trugen.“ Wie die Flaschenpost einem Strudel entgangen sein soll, der ein ganzes Schiff verschlang, wird von Poe nicht erklärt.
Jutta Ernst sah in der Erzählung weniger eine fiktive Reiseerzählung als vielmehr in der eindringlichen Schilderung von „Orientierungsverlust und chaotischer Raumerfahrung“ im Verwandlungsraum und Verwirrungsraum, bei der der Erzähler konzeptuelle Schwierigkeiten bekommt das Erfasste zu formulieren, „eher die Beschreibung einer geistigen Entdeckungsfahrt, „the positive experience of a mind“ (..), wie der Erzähler zu Beginn formuliert.“ Am stärksten komme diese Entwicklung in Poes vier Jahre später veröffentlichten Roman Der Bericht des Arthur Gordon Pym zum Ausdruck.
Poe selbst vertraute ähnlich wie John Keats absolut auf die menschliche Vorstellungskraft und das Potenzial der Sprache, war sich aber auch dessen bewusst, dass er damit womöglich seine Leserschaft überfordern würde. Daher wählte er die Verschlüsselung der Flaschenpost und durch Einleitung des anonymen Erzählers, um gewissermaßen den Rahmen für die Erfassung der Geschichte zu ermöglichen: „Moving beyond all fixed codes, in search for the origins of language itself, it involved the discovery of something that might not, in the last analysis, be capable of being shared.“
Für die äußerst phantasievollen Beschreibungen des ungenannten Erzählers fand May eine radikalere Deutung, indem er auf die ursprüngliche Ladung des Handelsschiffs (unter anderem Opium und Palmzucker) verwies, von denen dieser sich laut eigenem Bekunden nach dem Schiffbruch ernährt habe: „For five entire days and nights — during which our only subsistence was a small quantity of jaggeree, procured with great difficulty from the forecastle (…)“ Daraus folgerte May: „we perhaps have the immediate answer as to why the   narrator´s perception and his discription of his experience change radically after the consuming small quantities of such a diet.“

## Rezeption
Die Herausgeber, die Das Manuskript in der Flasche erstmals veröffentlichten, nannten es in Superlativen „eminently distinguished by a wild, vigorous and poetical imagination, a rich style, a fertile invention, and varied and curious learning.“."
Schriftstellerkollege Joseph Conrad, dessen Erzählung Herz der Finsternis ebenfalls die Reise in unbekannte Zonen als Symbol der Selbstfindung verwendete, betrachtete später die Kurzgeschichte als etwas „as fine as anything of that kind can be-so authentic in detail that it might have been told by a sailor of sombre and poetical genius in the invention of the fantastic.“. Der Poe-Fachmann Scott Peeples fasste die Bedeutung der Erzählung darin zusammen, dass sie maßgeblich Poes schriftstellerische Karriere initialisiert habe.
Dabei besaß die Geschichte sicherlich einen Einfluss auf Herman Melville und enthält Ähnlichkeiten zu dessen Roman Moby-Dick: „Two well-known works of American fiction fit the following description. Composed in the 19th century each is an account of an observant, first-person narrator who, prompted by a nervous restlessness, went to sea only to find himself aboard an ill-fated ship. The ship, manned by a strange crew and under the command of a strange, awesome captain, is destroyed in an improbable catastrophe; and were it not for the fortuitous recovery of a floating vessel and its freight, the narrative of the disastrous voyage would never have reached the public. The two works are, of course, Melville's Moby-Dick (1851) and Poe's „MS. Found in a Bottle“ (1833), and the correspondences are in some respects so close as to suggest a causal rather than a coincidental relationship between the two tales.“ Andere sahen insbesondere in der fatalistischen, alles andere ignorierenden Beschreibung der jeweiligen Kapitäne und der erbarmungslosen See eine besondere Parallele: „Wenn ich schon vor dem Winde zitterte, der uns bisher begleitete, muß ich nicht vor Entsetzen vergehen in diesem Chaos von Sturm und Meer, demgegenüber Bezeichnungen wie Wirbelwind und Samum bedeutungslos sind? In nächster Nähe des Schiffes ist alles Nacht und unergründlich schwarzes Wasser; in der Entfernung von etwa einer Meile aber, zu beiden Seiten des Schiffes, sieht man undeutlich und in Abständen ungeheure Eiswälle in den trostlosen Himmel ragen, wie Mauern, die das Weltall umschließen.“
James Thurber veröffentlichte 1950 MS Found in a book, womit er bereits im Titel eine deutliche Anleihe machte. In der Erzählung ging es vordergründig um eine Erstausgabe von Stephen Cranes The Open Boat, die Thurber angeblich von einem Freund erhalten hatte, der es seinerseits für einen Vierteldollar in einem Antiquariatsbuchladen in Columbus erwarb. In der verschachtelten Verschlüsselung erklärte Thurber es für authentisch, da darin ein noch verschlossener Brief enthalten war, den C.N. Bean an Mr. Remo gesendet hatte, in dem er eine Diskussion mit Crane in Havanna 1898 schilderte. Sowohl die Verschränkung der Handlungseinführung als auch der mehrfache Verweis auf das Seethema führen auf Poe zurück.
Andere Literaturwissenschaftler sahen Poes Einfluss selbst bei Carlos Fuentes, der in Teil 2 von Terra Nostra das Symbol einer dreifach „verschlüsselten“ Flaschenpost zur Konstruktion seiner Erzählmethode verwendete.
Der belgische Künstler Marcel Broodthaers, der Poe sehr verehrte, schuf 1974 unter anderem eine illustrierende Objekt-Installation: Eine einfache Weinflasche, normalerweise für weißen Bordeaux genutzt. Im ersten Drittel unterhalb des Flaschenhalses waren die Wörter „The Manuscript“ und das Jahr „1833“ in leuchtend schwarzer Schrift aufgedruckt. Kunsthistoriker sahen in dem Werk nichtsdestoweniger eine Tautologie, da sowohl der originale Inhalt (Wein) als auch der vermutete neue Inhalt (das Manuskript) fehlten.

## Publikationsgeschichte

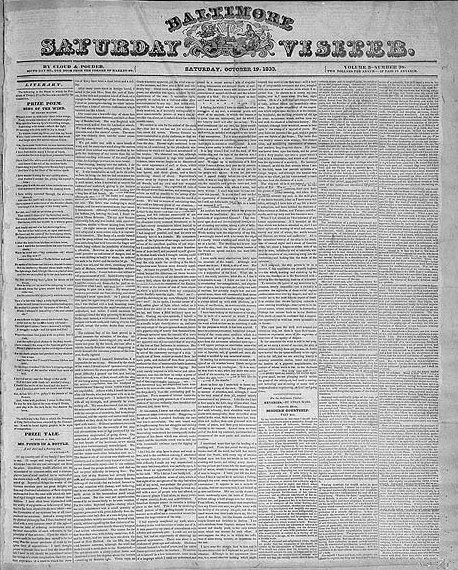
Baltimore Saturday Visiter, 19. Oktober 1833

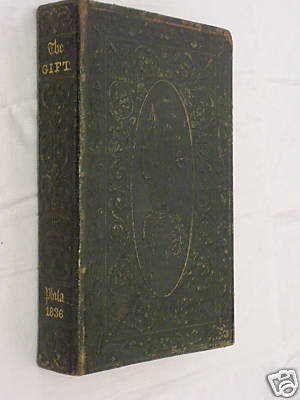
The Gift, Carey and Hart, Philadelphia, 1836

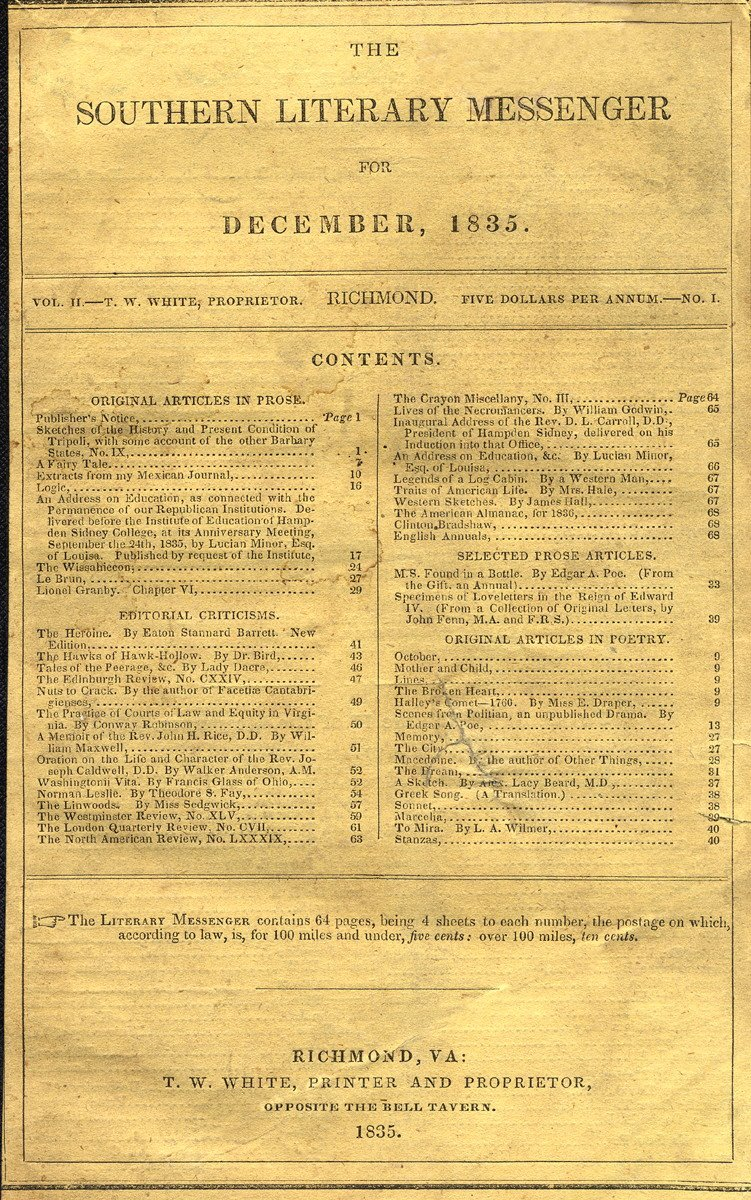
Southern Literary Messenger, der MS. Found in a Bottle und Politian von Edgar Allan Poe vorstellt, 1835

In der Ausgabe des Baltimore Saturday Visiter vom 15. Juni 1833 kündigten seine Verleger Charles F. Cloud und William L. Pouder Preise von 50 Dollar für die beste Erzählung und 25 Dollar für das beste Gedicht, das keine hundert Zeilen überschreiten dürfe, an. Die Beiträge sollten bis 1. Oktober 1833 eingereicht sein. Poe reichte MS. Found in a Bottle zusammen mit fünf weiteren Werken ein. Die Juroren, John Pendleton Kennedy, Dr. James Henry Miller und John H. B. Latrobe, trafen sich im Haus des Letztgenannten am 7. Oktober, und kürten Poes Kurzgeschichte zum Sieger. Der Preis wurde in der Ausgabe vom 12. Oktober verkündet und die Erzählung erschien in der folgenden Ausgabe am 19. Oktober mit folgender Anmerkung: „The following is the Tale to which the Premium of Fifty Dollars has been awarded by the Committee. It will be found highly graphic in its style of Composition.“
Poes Gedichtbeitrag, The Coliseum, erschien einige Tage später, gewann jedoch keinen Preis. Als Gewinner dieser Sektion entpuppte sich mit John W. Hewitt niemand geringeres als einer der Redakteure des Visiter, der seine Arbeit unter dem Pseudonym Henry Wilton eingereicht hatte. Poe war entrüstet und unterstellte, dass der Wettbewerb manipuliert worden sei. Hewitt selbst behauptete 1885, dass Poe und er sich in den Straßen deswegen ein Handgemenge geliefert hätten, aber diese Auseinandersetzung wurde nie wirklich verifiziert. Poe glaubte, dass sein eigenes Gedicht der wahre Gewinner gewesen sei, eine Vermutung, in der ihn Kennedy und vor allen Dingen Latrobe später bestärkten.
Kennedy war besonders hilfreich beim Start von Poes Karriere und gab ihm beim Visiter eine Anstellung nach dem Wettbewerb. Außerdem gab er dem Schriftsteller Hilfestellung die Erzählung drei Jahre später in einem jährlich erscheinenden Geschenkbuch neu drucken zu lassen: The Gift: A Christmas and New Year's Present (1836). Darüber hinaus erschien die Geschichte im Dezember 1835 im Southern Literary Messenger, als Poe dort Redakteur wurde. Kennedy bestärkte Poe auch darin, die anderen damals beim Wettbewerb eingereichten Kurzgeschichten zusammen mit dem Siegertitel in einer Edition neu aufzulegen und kontaktiert den Verleger Carey & Lea auf seine eigene Verantwortung hin. Die Sammlung sollte unter dem Titel Tales of the Folio Club erscheinen und im Saturday Visiter rührte man die Werbetrommel, um Subskribenten für jeweils einen Dollar zu finden, die das Werk im Oktober 1833 kaufen konnten. Eine Woche nach der Ankündigung musste man jedoch vermelden, dass der Autor seine Werke an einem anderen Ort drucken lassen werde. Den Verlegern Harper and Brothers wurde die Sammlung ebenfalls angeboten. Diese lehnten jedoch mit dem Verweis ab, dass ihre Leser längere Erzählungen und Novellen vorziehen würden. Diese Ablehnung regte Poe indirekt an zu The Narrative of Arthur Gordon Pym of Nantucket an, einer weiteren Seemannsgeschichte, und seinem einzigen Roman.
Nach seinem ersten Erscheinen wurde Das Manuskript in der Flasche bereit am 26. Oktober 1833 im People's Advocate in Newburyport, Massachusetts, unrechtmäßig als Urheberrechtsverletzung gedruckt.

## Deutsche Übersetzungen (Auswahl)
- 1901: Hedda Moeller und Hedwig Lachmann: Die Flaschenpost. J.C.C. Bruns, Minden.
- 1909: Bodo Wildberg: Die Handschrift in der Flasche. Buchverlag fürs Deutsche Haus, Berlin.
- 1911: Gisela Etzel: Das Manuskript in der Flasche. Propylaen, München.
- 1922: M. Bretschneider: Das Manuskript in der Flasche. Rösl & Cie., München.
- 1925: Stefan Hofer: Das Manuskript in der Flasche. Interterritorialer Verlag „Renaissance“, Wien
- 1945: Marlies Wettstein: Die Flaschenpost. Artemis, Zürich.
- 1947: Wolf Durian: Das Manuskript in der Flasche. Ullstein, Wien.
- 1953: Richard Mummendey: Das Schriftstück in der Flasche. Hundt, Hattingen.
- 1960: Christel und Helmut Wiemken: Eine Flaschenpost. Schünemann, Bremen.
- 1966: Arno Schmidt: Manuskriptfund in einer Flasche. Walter, Freiburg i. Br.
- 1989: Erika Engelmann: Ein Manuskript per Flaschenpost. Reclams Universal-Bibliothek, Stuttgart.
- 1989: Erika Gröger: Die Flaschenpost. Insel, Leipzig.
- 2017: Andreas Nohl: Manuskript in Flasche gefunden. dtv, München.